# Le Torte
Le Torte est une série de bande dessinée créée par Pierre Dubois (scénario), Lucien Rollin (dessinateur), Jean-Jacques Chagnaud et Yves Chagnaud (couleurs), éditée en album entre 1990 et 1994 par Glénat. Elle raconte l'histoire de Hutgin, un jeune homme qui connaît les pires barbaries avant de devenir « Le Torte », chef de personnages aussi difformes et torturés que lui. Dès lors, il tente de se venger des puissants.

## Synopsis
Dans un petit village d'ordinaire calme, débarque un jour un groupe de saltimbanques qui enlève le jeune garçon Hutgin et ses camarades. Ils sont alors torturés et déformés pour devenir des « monstres humains » afin d'être montrés en spectacle. Hutgin devient peu à peu le Torte, un guerrier avide de vengeance. Il rassemble d'autres « monstres humains » sous son commandement et décide de se venger de ses bourreaux et des puissants.

## Éditions
| Tome | Titre           | Parution chez Glénat        | Dessinateur et coloristes                                                | ISBN                     |
| ---- | --------------- | --------------------------- | ------------------------------------------------------------------------ | ------------------------ |
| 1    | L’Œuvre du fou  | octobre 1989                | Lucien Rollin (dessin), Jean-Jacques Chagnaud et Yves Chagnaud (couleur) | (ISBN 978-2-72341-126-4) |
| 2    | La Geste sombre | août 1990 (48 pages)        | Lucien Rollin (dessin), Jean-Jacques Chagnaud et Yves Chagnaud (couleur) | (ISBN 978-2-72342-414-1) |
| 3    | Éon de l’étoile | 1er juillet 1991 (48 pages) | Lucien Rollin (dessin), Jean-Jacques Chagnaud et Yves Chagnaud (couleur) | (ISBN 978-2-72342-415-8) |
| 4    | Tréo-Fall       | juillet 1992                | Lucien Rollin (dessin), Jean-Jacques Chagnaud et Yves Chagnaud (couleur) | (ISBN 978-2-7234-1488-3) |
| 5    | Le Veneur noir  | septembre 1994              | Lucien Rollin (dessin) et Jean-Jacques Chagnaud (couleur)                | (ISBN 978-2-7234-1669-6) |